# Melestora symmetrica
Melestora symmetrica är en kackerlacksart som beskrevs av Rocha e Silva 1971. Melestora symmetrica ingår i släktet Melestora och familjen Polyphagidae. Inga underarter finns listade i Catalogue of Life.